# WTA Challenger Guadalajara
Das WTA Challenger Guadalajara (offiziell: Guadalajara 125 Open, vorher Abierto Zapopan) ist ein Tennisturnier der WTA Challenger Series, das im Panamerican Tennis Center in Guadalajara ausgetragen wird.

## Siegerliste

### Einzel
| Jahr                                      | Siegerin             | Finalgegnerin  | Ergebnis       |
| ----------------------------------------- | -------------------- | -------------- | -------------- |
| 2019                                      | Weronika Kudermetowa | Marie Bouzková | 6:2, 6:0       |
| von 2020 bis 2023 fand kein Turnier statt |                      |                |                |
| 2024                                      | Kamilla Rachimowa    | Tatjana Maria  | 6:3, 6:75, 6:3 |

### Doppel
| Jahr                                      | Siegerinnen                   | Finalgegnerinnen                      | Ergebnis |
| ----------------------------------------- | ----------------------------- | ------------------------------------- | -------- |
| 2019                                      | Maria Sanchez Fanny Stollár   | Cornelia Lister Renata Voráčová       | 7:5, 6:1 |
| von 2020 bis 2023 fand kein Turnier statt |                               |                                       |          |
| 2024                                      | Katarzyna Piter Fanny Stollár | Angelica Moratelli Sabrina Santamaria | 6:4, 7:5 |